# Magdalena Sibil·la de Saxònia-Weissenfels
Magdalena Sibil·la de Saxònia-Weissenfels —en alemany, Magdalena Sybille von Sachsen-Weißenfels— (Halle, 3 de setembre de 1673 - Eisenach, 28 de novembre de 1726) era filla del duc Joan Adolf I de Saxònia-Weissenfels (1649-1697) i de la princesa Joana Magdalena de Saxònia Altenburg (1656-1686).

## Matrimoni i fills
El 28 de juliol de 1708 es va casar amb el duc Joan Guillem de Saxònia-Eisenach (1666-1729), fill del duc Joan Jordi I (1634-1686) i de Joana de Sayn-Wittgenstein (1632-1701). El matrimoni va tenir tres fills: 
- Joana Magdalena (1710-1711)
- Cristina Guillemina (1711-1740), casada amb el príncep Carles de Nassau-Usingen (1712-1775).
- Joan Guillem, nascut i mort el 1713.